# Pampower Berg
Der Pampower Berg ist eine bewaldete Erhebung im Drawehn mit einer Höhe von 140 m ü. NHN. Über den Berg verläuft die Grenze der Gemeinden Zernien und Waddeweitz. Die nächstgelegenen Ortschaften sind die Zerniener Ortsteile Middefeitz (1,5 Kilometer nordwestlich) und Prepow (1,5 Kilometer westlich) sowie der Waddeweitzer Ortsteil Gohlau (etwa 2 Kilometer südöstlich).
Auf einem Nebenhügel befindet sich etwa 200 Meter nordöstlich ein weithin sichtbarer Funkturm.